# Villalbilla de Gumiel
Villalbilla de Gumiel là một đô thị trong tỉnh Burgos, Castile và León, Tây Ban Nha. Theo điều tra dân số 2001 (INE), đô thị này có dân số là 127 người.